# Héctor Sandoval
Héctor Sandoval (Uruapan, Michoacán; 19 de julio de 1986) es un artista marcial mixto mexicano que compitió en la división de peso mosca del Ultimate Fighting Championship (UFC).

## Carrera de artes marciales mixtas

### Carrera temprana
Sandoval hizo su debut profesional en julio de 2008. Compiló un récord de 12-2 en la escena regional de California, incluyendo peleas en Palace Fighting Championship y Tachi Palace Fights, antes de firmar con UFC tras una racha de cuatro victorias consecutivas.

### Ultimate Fighting Championship
Hizo su debut como peleador del UFC en reemplazo a corto plazo de Sean Santella, enfrentándose a Wilson Reis el 30 de julio de 2016 en UFC 201. Perdió la pelea por sumisión en el primer asalto.
Sandoval se enfrentó a Fredy Serrano el 17 de diciembre de 2016 en UFC on Fox 22. Ganó la pelea por decisión unánime.
Sandoval se enfrentó a Matt Schnell el 22 de abril de 2017 en UFC Fight Night 108. Ganó por nocaut en el primer asalto.
Sandoval se enfrentó a Dustin Ortiz el 5 de agosto de 2017 en UFC Fight Night 114. Perdió la pelea por nocaut en el primer asalto.
Se esperaba que Sandoval estaba programado para enfrentar a Jarred Brooks el 1 de junio de 2018 en UFC Fight Night 131. Sin embargo, fue retirado de la pelea el 22 de mayo por razones no reveladas, por lo que su reemplazo sería José Torres.
En noviembre de 2018 se informó que fue liberado de UFC.

## Campeonatos y logros
- Tachi Palace Fights
  - Campeonato de Peso Mosca de TPF (Una vez)

## Récord en artes marciales mixtas
| Récord profesional | Récord profesional | Récord profesional |
| 19 peleas          | 15 victorias       | 4 derrotas         |
| ------------------ | ------------------ | ------------------ |
| Nocaut             | 4                  | 2                  |
| Sumisión           | 2                  | 2                  |
| Decisión           | 9                  | 0                  |

| Resultado | Récord | Oponente           | Método                      | Evento                             | Fecha                    | Ronda | Tiempo | Localización            | Notas                                                        |
| --------- | ------ | ------------------ | --------------------------- | ---------------------------------- | ------------------------ | ----- | ------ | ----------------------- | ------------------------------------------------------------ |
| Victoria  | 15–4   | Jorge Calvo Martin | Decisión (unánime)          | Combate 36: Sanchez vs. Velasco    | 10 de mayo de 2019       | 3     | 5:00   | Stockton, California    |                                                              |
| Derrota   | 14–4   | Dustin Ortiz       | KO (golpe)                  | UFC Fight Night: Pettis vs. Moreno | 5 de agosto de 2017      | 1     | 0:15   | Ciudad de México        |                                                              |
| Victoria  | 14–3   | Matt Schnell       | KO (golpe)                  | UFC Fight Night: Swanson vs. Lobov | 22 de abril de 2017      | 1     | 4:24   | Nashville, Tennessee    |                                                              |
| Victoria  | 13–3   | Fredy Serrano      | Decisión (unánime)          | UFC on Fox: VanZant vs. Waterson   | 17 de diciembre de 2016  | 3     | 5:00   | Sacramento, California  |                                                              |
| Derrota   | 12–3   | Wilson Reis        | Sumisión (rear-naked choke) | UFC 201                            | 30 de julio de 2016      | 1     | 1:49   | Atlanta, Georgia        |                                                              |
| Victoria  | 12–2   | Eloy Garza         | TKO (golpes)                | Global Knockout 6                  | 26 de marzo de 2016      | 1     | 3:19   | Jackson, California     | Ganó el Campeonato Mundial de Peso Mosca de Global Knockout. |
| Victoria  | 11–2   | Martin Sandoval    | Decisión (unánime)          | TPF 26: Brawl in the Hall          | 18 de febrero de 2016    | 3     | 5:00   | Lemoore, California     |                                                              |
| Victoria  | 10–2   | Derrick Easterling | Decisión (unánime)          | Conquer Fighting Championships     | 21 de noviembre de 2015  | 3     | 5:00   | Richmond, Virginia      |                                                              |
| Victoria  | 9–2    | Oscar Ramirez      | TKO (golpes)                | West Coast FC 13                   | 28 de febrero de 2015    | 2     | 0:41   | Sacramento, California  | Ganó el Campeonato de Peso Mosca del West Coast FC.          |
| Derrota   | 8–2    | Willie Gates       | TKO (golpes)                | TPF 21: All or Nothing             | 6 de noviembre de 2014   | 1     | 1:23   | Lemoore, California     | Perdió el Campeonato de Peso Gallo de TPF.                   |
| Victoria  | 8–1    | Ryan Hollis        | Decisión (unánime)          | TPF 20: Night of Champions         | 7 de agosto de 2014      | 5     | 5:00   | Lemoore, California     | Ganó el vacante Campeonato de Peso Mosca de TPF.             |
| Victoria  | 7–1    | Benjamin Vinson    | Decisión (unánime)          | TPF 18: Martinez vs. Culley        | 6 de febrero de 2014     | 3     | 5:00   | Lemoore, California     |                                                              |
| Victoria  | 6–1    | Robert Schepps     | Decisión (unánime)          | Rogue Fights 22                    | 13 de abril de 2013      | 3     | 5:00   | Redding, California     |                                                              |
| Victoria  | 5–1    | Andrew Vallarerez  | Sumisión (guillotine choke) | Dragon House 13                    | 2 de febrero de 2013     | 1     | 0:50   | Lemoore, California     |                                                              |
| Victoria  | 4–1    | Taylor McCorriston | Decisión (unánime)          | Impact MMA - Recognition           | 10 de diciembre de 2011  | 3     | 5:00   | Pleasanton, California  |                                                              |
| Victoria  | 3–1    | Bobby Escalante    | TKO (golpes)                | UPC Unlimited 6                    | 10 de septiembre de 2011 | 1     | 2:53   | Turlock, California     |                                                              |
| Victoria  | 2–2    | Jordan Felix       | Sumisión (armbar)           | Gladiator Challenge - Warpath      | 21 de mayo de 2011       | 2     | 1:04   | Placerville, California |                                                              |
| Victoria  | 1–1    | Ronald Carillo     | Decisión (unánime)          | CCFC - El Reventon                 | 24 de abril de 2010      | 3     | 5:00   | Santa Rosa, California  |                                                              |
| Derrota   | 0–1    | Ulysses Gomez      | Sumisión (armbar)           | PFC 9: The Return                  | 18 de julio de 2008      | 1     | 0:51   | Lemoore, California     |                                                              |